# 开元乡 (西昌市)
开元乡，是中华人民共和国四川省凉山彝族自治州西昌市下辖的一个乡镇级行政单位。

## 行政区划
开元乡下辖以下地区：
开元村、瓦额村、甘洛村、瓦都西村和古鸠莫村。